# ポテチ (伊坂幸太郎)
『ポテチ』は、伊坂幸太郎による日本の短編小説作品。短編集『フィッシュストーリー』所収の書き下ろし作。2010年に舞台化、2012年に映画が公開された。

## あらすじ
物語前半
空き巣である今村とその同棲相手である大西は、プロ野球選手である尾崎の家に忍び込む。2人は、1年前に大西が自殺をしようとしていたところを今村が助けたことをきっかけにして、同棲する間柄になった。尾崎がしばらくは帰ってこないことからのんびりしていると、そこに助けを求める若い女からの電話が掛かってくる。留守番メッセージを聞いて今村は助けに行こうと言う。大西は難色を示すが、今村に助けられたときのことを引き合いに出され、渋々納得する。
物語中盤
今村と大西は若い女と会い、女が1週間前に尾崎に若い男に付きまとわれているところを助けられた人物なのだと知る。
今村と大西は、尾崎の代わりに問題解決のため協力しようとするが若い女は逃げ出してしまう。
その際、近くにいた若い男の車のナンバーを見た今村は、空き巣仲間の黒澤から個人情報を割り出すための方法を聞く。
一方大西は、偶然今村の母親と会うことになり今村が生まれたときの話を聞く。
若い男の名前を突き止めた今村は、男の家で待ち伏せする。すると若い男と女が仲良く帰ってくる場面を目撃する。
不審に思った今村は、大西と黒澤と共に作戦を練る。
その後、今村と大西はポテトチップスを食べようとする。2人分を買った今村は大西のポテトチップスを間違って食べてしまうが、大西は返さなくて良いと言う。そこで今村が泣き出し、大西は困惑する。
物語終盤
若い男の家に乗り込んだ今村と大西は、若い男と若い女が尾崎を騙そうとしていたことを知る。
問題解決後、今村の母親と再会した大西は今村と尾崎が同じ日に同じ病院の隣のベッドで生まれていたことを聞く。
それにより大西は、今村と尾崎の関係について1つの結論に辿り着く。
すぐさま黒澤と会った大西は、今村と尾崎が赤子の時に取り違えられた2人なのだと教えられる。
翌日、大西は今村と今村の母を尾崎の所属するチームの野球観戦に誘う。
黒澤は、補欠の尾崎を打席に立たせるために、若い女を利用する。
チャンスの場面で打席に立った尾崎は、今村が観戦する目の前でホームランを打つ。

## 主な登場人物
今村忠司
空き巣の青年。中村を親分と慕い、共に仕事をしている。また、同業者である黒澤のことも慕い、信頼している。
あるマンションに空き巣に入った時に、自殺をしようとしていた大西を思いとどまらせ、それがきっかけで同棲している。
尾崎とは同じ日に、同じ病院の隣のベッドで生まれた。
元は著者の小説ラッシュライフの登場人物。
大西若葉
今村の恋人。
交際していた恋人に騙され自殺を試みる前に恋人の自宅に電話をかけたところ、たまたまその家に空き巣に入っていた今村によって自殺を思いとどまり、それがきっかけで今村と同棲することになる。
野球にあまり興味が無く、ホームランについて「ただ打球が遠くに飛んだだけ」と表現する。
黒澤
今村の空き巣仲間。副業で探偵もしている。それにより、今村から自身の出生の秘密について調査を依頼される。
今村の観戦する野球の試合に尾崎を出場させようと画策する。
探偵としての仕事で知り合った、遺伝子の調査をする知り合いがいる。
元は著者の小説ラッシュライフの登場人物。また、重力ピエロ・サクリファイスにも登場する。
中村
今村の先輩の空き巣。
今村に親分と慕われているが、親分と呼ばれることを快く思っていない。
高校球児であったが補欠だった。
尾崎
プロ野球選手。
地元仙台出身のスラッガー。甲子園で大活躍し、プロに入団してからも二年目に首位打者を獲得するなど活躍していたが、現在は補欠に甘んじている。
今村とは同じ日に、同じ病院の隣のベッドで生まれた。
今村の母親
実家で一人暮らしをしている。
遠慮なくずかずかと人の領域に踏み込む性格で、思ったことは口に出さないと気が済まない。
今村とはあまり似ていない。
若い女
尾崎の家に電話をかけて助けを求めてきた人物。１週間前に若い男に絡まれているところを尾崎に助けられる。
華奢な体形で背が低く、幼顔。
若い男
本名は落合修輔。
若い女に絡んでいるところを尾崎に邪魔される。

## 舞台
BS-TBSのプロデュースで2010年10月14日から24日まで青山円形劇場で上演された。

### スタッフ
- 脚本・演出：蓬莱竜太

### キャスト
- 大西若葉 - 星野真里
- 今村忠司 - 加藤晴彦
- 今村の母 - 岡本麗
- 黒澤 - 山本亨
- 落合修輔 - 伊藤毅
- 若い女 - 梨澤慧以子

## 映画
2012年4月7日に宮城県仙台市で先行上映された後、同年5月12日に全国公開された。配給はショウゲート。
これまで『アヒルと鴨のコインロッカー』『フィッシュストーリー』『ゴールデンスランバー』といった伊坂作品を演出してきた中村義洋は、2011年3月11日に発生した東日本大震災を受け、お世話になった仙台への恩返しをしたいという思いで本作を制作することを決意。同年8月下旬から9月中旬にかけて仙台市内で撮影が行われた。音楽は『フィッシュストーリー』『ゴールデンスランバー』に続いての参加となる斉藤和義が担当。
本作のDVDは2012年10月26日に発売。

### キャスト
- 今村忠司 - 濱田岳：空き巣を生業とする平凡な青年。
- 大西若葉 - 木村文乃：今村の恋人。
- 黒澤 - 大森南朋： 今村が尊敬する空き巣のプロ。
- 今村弓子 - 石田えり：今村の母。
- 中村親分 - 中村義洋：今村のボス。
- 落合修輔 - 中林大樹：尾崎を騙そうとしていた男。
- ミユ - 松岡茉優：尾崎を騙そうとしていた女。
- 尾崎選手 - 阿部亮平：プロ球団・仙醍キングスの選手。
- 堂島監督 - 桜金造：仙醍キングスの監督。女好き。
- 通行人 - 竹内結子[4]